# Diecezja Lorena
Diecezja Lorena (łac. Dioecesis Lorenensis) – diecezja Kościoła rzymskokatolickiego w Brazylii. Należy do metropolii Aparecida, wchodzi w skład regionu kościelnego Sul 1. Została erygowana przez papieża Piusa XI bullą Ad christianae plebis 31 lipca 1937.